# Diversidad sexual en la República Checa
La diversidad sexual en la República Checa es aceptada y tolerada más comúnmente que en el resto de países de la antigua Europa comunista, aunque a un nivel similar al de los otros países de Europa Central. Miembro de pleno derecho de la Unión Europea desde 2004, adoptó una ley reconociendo a las uniones entre personas del mismo sexo en 2006, y siendo el matrimonio igualitario apoyado por más de la mitad de los ciudadanos (el mismo porcentaje que Alemania, y superior al de Francia o Reino Unido).

## Historia

### Era comunista checoslovaca
Durante esta etapa, la homosexualidad fue castigada en Checoslovaquia hasta el 1961, fecha en que fue despenalizada luego de las investigaciones realizadas por el médico y sexólogo Kurt Freund, que determinaron que la orientación sexual no puede ser cambiada (véase falometría); de todas maneras, hasta el término del régimen comunista checoslovaco los derechos de los homosexuales se encontraban restringidos, la edad de consentimiento sexual para las relaciones homosexuales era superior a la de los heterosexuales (18 para homosexuales y 15 para heterosexuales) y la prostitución homosexual era ilegal.

### Actualidad
Después de la caída del comunismo, este estado se separa de Eslovaquia (más conservadora en estos aspectos sociales) y se eliminan leyes discriminatorias, legalizando en 1990 la prostitución homosexual así como igualando, ese mismo año, la edad mínima para las relaciones homosexuales consentidas a la de los heterosexuales en los 15 años. Más tarde, ya en el 2001 se prohíbe la discriminación por motivos de orientación sexual, en línea con las políticas europeas.
Miembro ya de la Unión Europea desde 2004, la República Checa ha comenzado a otorgar nuevos derechos a las parejas homosexuales. En 2006 se aprobó con una mayoría ajustadísima una ley que reconoce las uniones entre homosexuales y les otorga una serie de derechos que hasta el momento eran solo disfrutados por las parejas de heterosexuales. Diversos estudios estadísticos muestran una opinión pública favorable a que se incluya al matrimonio igualitario en la lista de derechos de los homosexuales checos; sin embargo la posibilidad que adopten no está bien vista por el conjunto de la sociedad.

## Legislación

### Reconocimiento a parejas del mismo sexo
En la República Checa se ha intentado regular las uniones entre homosexuales desde 1995 hasta el 2006 sin éxito, en el primer caso el gobierno desistió finalmente y posteriormente la mayoría de las fuerzas conservadoras en la cámara legislativa evitó la regulación. Sin embargo, en 2006 el gobierno llevó a cabo los trámites para que esta ley entrase en vigor y, pese al veto que ejerció el presidente de la república, Václav Klaus (miembro del principal partido opositor), el 16 de febrero de 2006, el parlamento la votó y aprobó el 15 de marzo de ese mismo año con los votos a favor del gobernante Partido Socialdemócrata y la Unión Liberal y del opositor Partido Comunista de Bohemia y Moravia, mientras que en contra votaron el Partido Democrático Cívico y la Unión Democristiana.
Esta ley otorga nuevos derechos a estas parejas, entre los que no se encuentra el de la adopción (que es en general una idea rechazada por la sociedad).

### Protección legal contra la discriminación
Desde 1999, la ley checa prohíbe todo tipo de discriminación sobre la base de la orientación sexual hacia homosexuales en las fuerzas armadas.
En 2009 entró en vigor una ley general que prohíbe todo tipo de discriminación sobre la base de la orientación sexual de una persona dentro del ámbito laboral, educativo, en vivienda y para bienes y servicios.

## Sociedad y homosexualidad
Como ya se ha dicho, la sociedad checa es considerada como liberal y una de las más tolerantes de Europa respecto a la homosexualidad (a diferencia de la conservadora Eslovaquia). Esto lo demuestra el amplio apoyo al matrimonio igualitario, apoyado por un 52% de la población, mientras que la posibilidad de que adopten a menores es aceptada por el 24% (cifra muy superior a la del resto de estados excomunistas y al mismo nivel que los italianos y finlandeses).
Todo esto puede tener una explicación en que la República Checa, a diferencia de la inmensa mayoría de estados, tiene una sociedad mayoritariamente compuesta por irreligiosos (un 60%).
| los checos apoyan: (CVVM sondeo)           | 2005 | 2005 | 2007 | 2007 | 2008 | 2008 | 2009 | 2009 | 2010 | 2010 | 2011 | 2011 | 2012 | 2012 | 2013 | 2013 | 2014 | 2014 | 2015 | 2015 | 2016 | 2016 |
| los checos apoyan: (CVVM sondeo)           | SÍ   | NO   | SÍ   | NO   | SÍ   | NO   | SÍ   | NO   | SÍ   | NO   | SÍ   | NO   | SÍ   | NO   | SÍ   | NO   | SÍ   | NO   | SÍ   | NO   | SÍ   | NO'  |
| ------------------------------------------ | ---- | ---- | ---- | ---- | ---- | ---- | ---- | ---- | ---- | ---- | ---- | ---- | ---- | ---- | ---- | ---- | ---- | ---- | ---- | ---- | ---- | ---- |
| "Unión civil"                              | 61%  | 30%  | 69%  | 24%  | 75%  | 19%  | 73%  | 23%  | 72%  | 23%  | 72%  | 23%  | 75%  | 21%  | 72%  | 23%  | 73%  | 23%  | 74%  | 22%  | 74%  | 21%  |
| "Matrimonio entre personas del mismo sexo" | 38%  | 51%  | 36%  | 57%  | 38%  | 55%  | 47%  | 46%  | 49%  | 45%  | 45%  | 48%  | 51%  | 44%  | 51%  | 44%  | 45%  | 48%  | 49%  | 44%  | 51%  | 43%  |
| "Adopción homoparental"                    | 19%  | 70%  | 22%  | 67%  | 23%  | 65%  | 27%  | 63%  | 29%  | 60%  | 33%  | 59%  | 37%  | 55%  | 34%  | 57%  | 45%  | 48%  | 44%  | 49%  | 48%  | 43%  |

En 1999, Václav Fischer fue elegido como el primer parlamentario checo abiertamente homosexual, mientras que en 2009 fue designado Gustáv Slamečka como ministro de Transportes, convirtiéndose en el primer miembro del gabinete ministerial de Chequia que es públicamente gay.

## Cultura homosexual

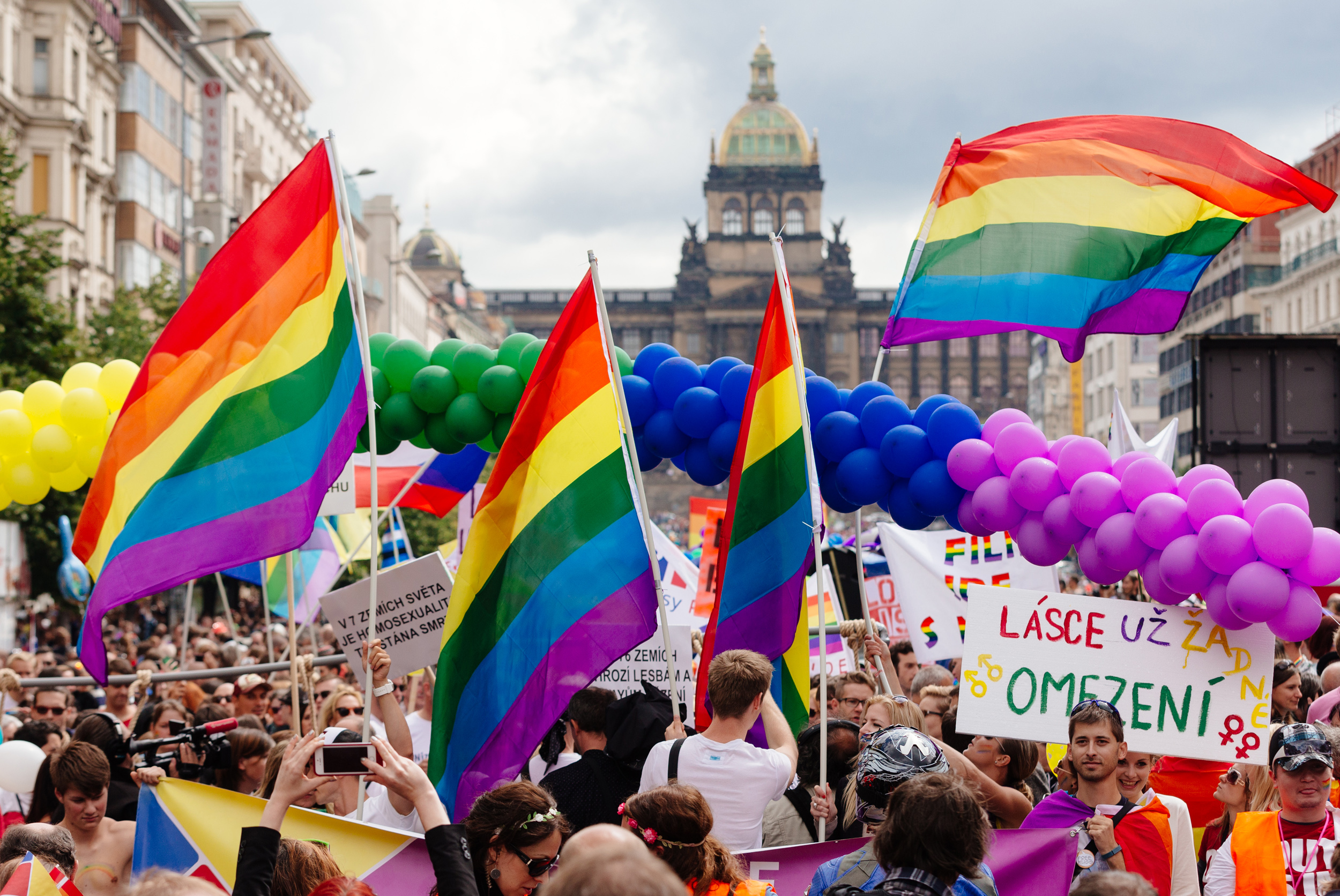
Marcha del Orgullo de Praga 2014 en la Plaza de Wenceslao

La comunidad homosexual checa celebra anualmente diversos eventos: 
- El Festival Checo de Cine Gay y Lésbico llamado Mezipatra es celebrado anualmente en Praga y Brno desde el año 2000.
- La Aprilfest es un encuentro lésbico donde se llevan a cabo diversas actividades como conferencias, debates, muestra de películas y exhibiciones. Es celebrado anualmente desde 1995.
- Marzo a la Luz de las Velas es una fiesta para homosexuales que tiene lugar todos los años durante el tercer domingo de mayo en diferentes puntos del país.
- El Parnik es como se conoce a las fiestas veraniegas celebradas en diversas embarcaciones en el río Moldava.

Respecto a las publicaciones, cabe destacar las revistas Amigo y Maxxx, siendo esta última erótica.

### Turismo gay
En Praga, la capital y ciudad más poblada del país, existe una comunidad LGBT considerable y un ambiente más favorable que en el resto del país, siendo uno de los destinos más concurridos para el turismo homosexual dentro de Europa Central. El área de Vinohrady es considerada una de las más reconocidas zona rosa de la ciudad y del país, debido a la alta cantidad de locales gay friendly que hay en el sector. Junto a Brno son las dos ciudades de la República Checa que más reciben inmigrantes LGBT, tanto dentro del país como de otros países más conservadores, principalmente jóvenes atraídos por la oferta cultural y vida nocturna de las ciudades.